# Hieraaetus
Hieraaetus é um género(português europeu) gênero (português brasileiro) de águias.

## Espécies
- Águia-de-wahlberg, Hieraaetus wahlbergi[1]
- Águia-calçada, Hieraaetus pennatus
- Águia-pequena, Hieraaetus morphnoides
- Águia-anã, Hieraaetus weiskei,[1] tradicionalmente incluída na H. morphnoides
- Águia-de-ayres, Hieraaetus ayresii

### Antigas espécies
- Águia-de-bonelli, hoje Aquila fasciata,[1] antigamente classificada como Hieraaetus fasciatus
- Aquila spilogaster, antigamente considerada uma subespécie, H. f. spilogaster ou A. f. spilogaster
- Lophotriorchis kienerii, antigamente classificada como Hieraaetus kienerii[1]